# Marienhof (München)

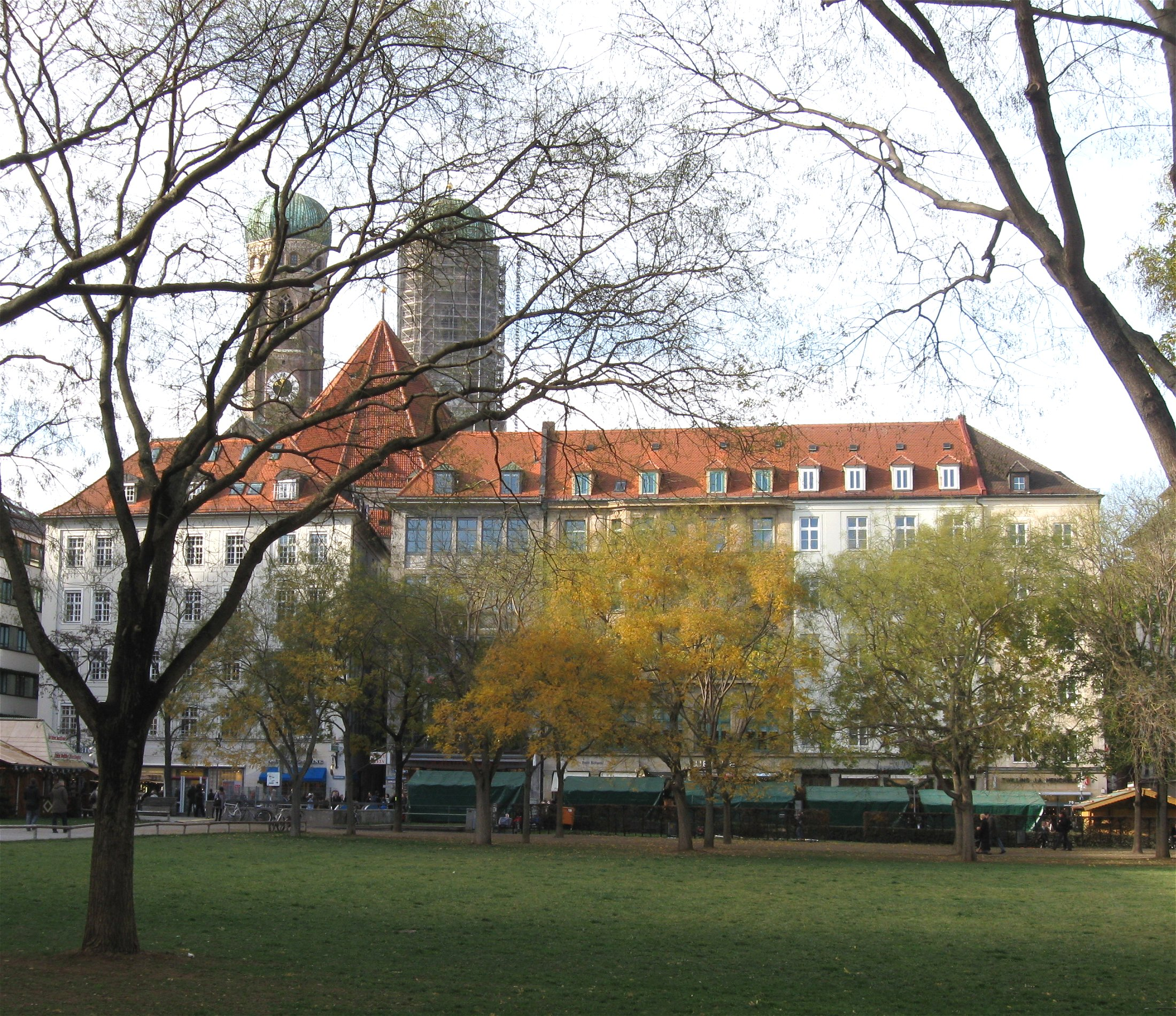
Marienhof

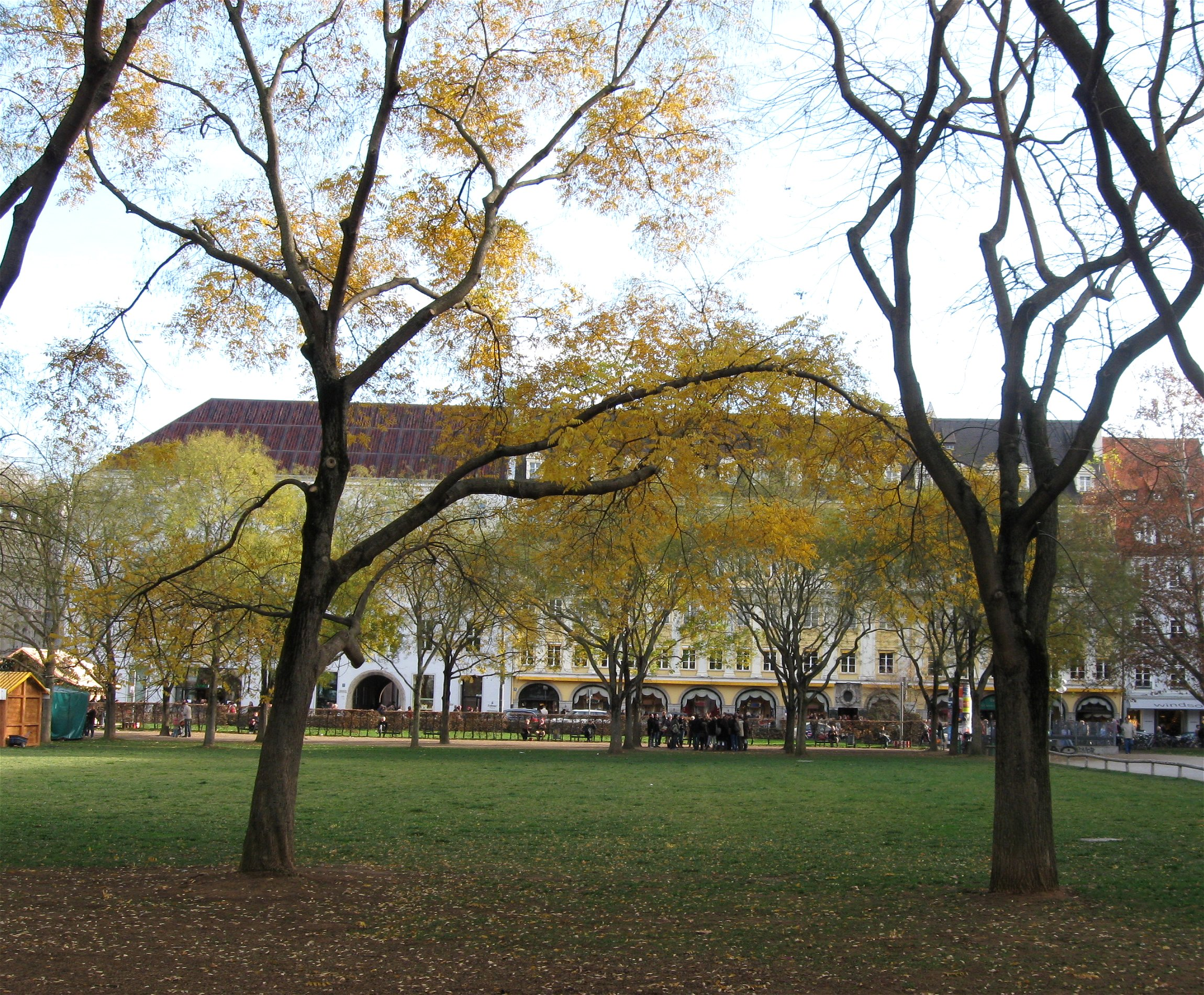
Marienhof

Der Marienhof ist ein urbaner Freiraum in München. Er liegt in der Münchner Altstadt hinter dem Neuen Rathaus, zwischen der Theatinerstraße und Weinstraße einerseits und der Dienerstraße andererseits. Er wird nördlich von der Schrammerstraße begrenzt. Seit Ende des Zweiten Weltkriegs ist der Platz hinsichtlich seiner Gestaltung immer wieder Anlass von Diskussionen. Seit 2017 ist der größte Teil des Platzes umzäunt und aufgerissen – die Station Marienhof an der zweiten S-Bahn-Stammstrecke wird hier in etwa 38 Metern Tiefe entstehen.

## Geschichte

### Bebauung vor dem Zweiten Weltkrieg
Bis zum Zweiten Weltkrieg bestand hier eine mittelalterliche Bebauung. Damals standen zwischen Landschaftsstraße und Gruftstraße unterschiedlich hohe Häuser kleinteilig eng beieinander. Hier befanden sich Arztpraxen, Einzelhandelsgeschäfte und Anwaltskanzleien in den unteren Geschossen. In den Obergeschossen waren mittelständische Wohnungen.

### Zerstörung im Zweiten Weltkrieg und die Folgen
Alliierte Bomber zerstörten in der Nacht zum 18. Dezember 1944 den überwiegenden Teil der Münchner Innenstadt. Die Fläche des heutigen Marienhofs an der Landschaftstraße, Gruftstraße und Schrammerstraße lag in Schutt und Asche. Allein die Beseitigung der Trümmer zog sich über mehrere Jahre hin. Schließlich entschied man sich, dass die Häuser, die hier einmal standen, nicht wiederaufgebaut werden sollten. Auch die angrenzende Häuserfront an der Schrammerstraße war so stark beschädigt, dass sie schließlich abgerissen wurde. Daraufhin wurde die Schrammerstraße neu trassiert. Sie schloss im Westen nicht mehr an die Schäfflerstraße, sondern an die nördlich gelegene Maffeistraße an. Die so neu entstandene rechteckige Fläche sollte nicht mehr bebaut werden. Der Marienhof in seinem heutigen Zuschnitt war geboren.

### Der Marienhof von 1948 bis 1971
Der Marienhof wurde in der Nachkriegszeit zum Münchner Provisorium. Als die Trümmer der zerstörten Gebäude beseitigt waren, wurde er sofort von Autofahrern als Parkplatz in Anspruch genommen.
Zunächst entwickelte Adolf Abel 1948 ein Konzept für die künftige Nutzung des Marienhofs: Er wollte eine autofreie Innenstadt verwirklichen und den Marienhof zum Stadtmittelpunkt machen, von dem aus fünf Fußgängerbereiche strahlenförmig die Innenstadt erschließen sollten – durch Passagen, Höfe und Plätze. Dafür wollte er alte Baublöcke durchlässiger gestalten, entkernen und öffnen. Tatsächlich wurde aber aus dem Marienhof zwischen 1948 und 1971 ein Parkplatz. Erst 24 Jahre nach dem wegweisenden und nicht verwirklichten Konzept von Adolf Abel wurde die erste Fußgängerzone im Jahr der Olympischen Sommerspiele 1972 in der Kaufingerstraße eingerichtet.
In den Jahren zuvor wurde der Marienhof zur Baustelle, um seitliche Eingänge für den Bahnhof Marienplatz der ersten U-Bahn-Linie Münchens zu ermöglichen, die damals zwischen Goetheplatz und Kieferngarten gebaut wurde. Alle nachfolgenden Bebauungspläne mussten auf den U-Bahnhof und die Eingangstreppen Rücksicht nehmen. Dennoch hielten sich die Überlegungen, den Marienhof mit einer Tiefgarage zu bestücken, bis in die 1980er Jahre.

### Infopavillon von 1971 bis 1973
Anlässlich der Olympischen Spiele 1972 entstand auf dem Marienhof das „Informationszentrum City“ des Fremdenverkehrsamts mit einem Parkplatz und einer Grünfläche, wobei gerade die Grünfläche nicht jedem gefiel. Die so entstandene Raumaufteilung wurde jahrelang beibehalten.

### Provisorium von 1974 bis 1991
Der Marienhof wurde in den Folgejahren zum dauerhaften Provisorium. Er diente als Festplatz (Weihnachtsmarkt, Weinfest) und es gab zugleich viele Ideen, was hier gebaut werden könnte: Spielplatz, Stadtbücherei, Biergarten, Kindergarten, Kindergalerie, Touristeninformation etc. Von 1989 bis 1990 wurde durch archäologische Grabungen nach dem Verlauf der mittelalterlichen Stadtmauer geforscht. Dabei wurden die Keller von Bürgerhäusern freigelegt, die aus dem 16. Jahrhundert stammen. Es fanden sich viele Glas- und Tonscherben, wobei die ältesten Funde ungefähr aus dem Jahr 1400 stammen.

### Grünanlage von 1991 bis 2004
Verschiedene Entwürfe für eine Gestaltung des Marienhofs wurden in den späten 1980er Jahren aus Geldgründen verworfen. Schließlich beschloss man, eine Baumbepflanzung entsprechend einem Entwurf von Stephan Braunfels zu realisieren. Darüber hinaus plante das Baureferat der Landeshauptstadt München einen Spielplatz auf den damals noch vorhandenen letzten Parkplätzen an der Nordkante des Marienhofs. Das Büro Hansjakob wurde mit der Gestaltung des restlichen Platzes beauftragt. 

### Wettbewerb um die Neugestaltung 2006
Der nächste Schritt war, den Marienhof für den Bau des Tunnels der Zweiten Stammstrecke der S-Bahn umzugestalten, da diese eine Haltestelle unterhalb des Marienhofs notwendig macht. Daher schrieb der Münchner Stadtrat 2006 einen Wettbewerb für die Neugestaltung des Marienhofs aus.
Die Vorgabe war, dass der Marienhof auch in Zukunft den Charakter eines städtischen Platzes inmitten der Münchner Altstadt behalten sollte. Eine Bebauung sollte nicht stattfinden, vielmehr sollte der Marienhof zu einer „Oase der Kultur, Erholung und Kontemplation“ werden. Hierfür sollte ein Teil des Platzes für unterschiedliche temporäre Veranstaltungen nutzbar sein und zugleich die Geschichte des Marienhofs, Sichtbezüge und historische Strukturen berücksichtigen. Eine Herausforderung war die Integration der Zugänge und technischen Einrichtungen für den S-Bahnhof der zweiten S-Bahn-Stammstrecke mit einem optimal erschlossenen, angebundenen und gestalteten Sperrgeschoss ohne die anderen Wünsche an die Nutzung und Gestaltung der Oberfläche damit zu gefährden.
Der Wettbewerb wurde begrenzt offen mit 60 Teilnehmern durchgeführt. Der Jury stand Landschaftsarchitekt Prof. Gerd Aufmkolk vor. Von den 58 eingereichten Arbeiten wurden ein 1. Preis, zwei 3. Preise und zwei Ankäufe ausgewählt.
Der 1. Preis ging an bbz landschaftsarchitekten (Timo Herrmann, Berlin) mit atelier pk (Philipp Koch, Berlin), da alle Beteiligten (städtischen Berater, Kommunalpolitiker und Fachleute) in dieser Lösung eine tragfähige und dauerhafte Neugestaltung des Marienhofes sahen, da sie sich städtebaulich in die Umgebung gut einfügt und vielfältige Nutzungen zulässt. Nicht zuletzt wird der Marienhof nach dieser Planung auch zum Verweilen einladen, da er einen ausgesprochenen grünen Akzent setzen wird: Eingefasst von Baumreihen liegt in der Mitte eine große Grünfläche, was nicht zuletzt einen wichtigen Ausgleich und Kontrapunkt zum steinernen Umfeld geben wird.
Der Marienhof steht laut Baureferat München auf der Grünanlagenliste und unterliegt somit der Grünanlagensatzung.

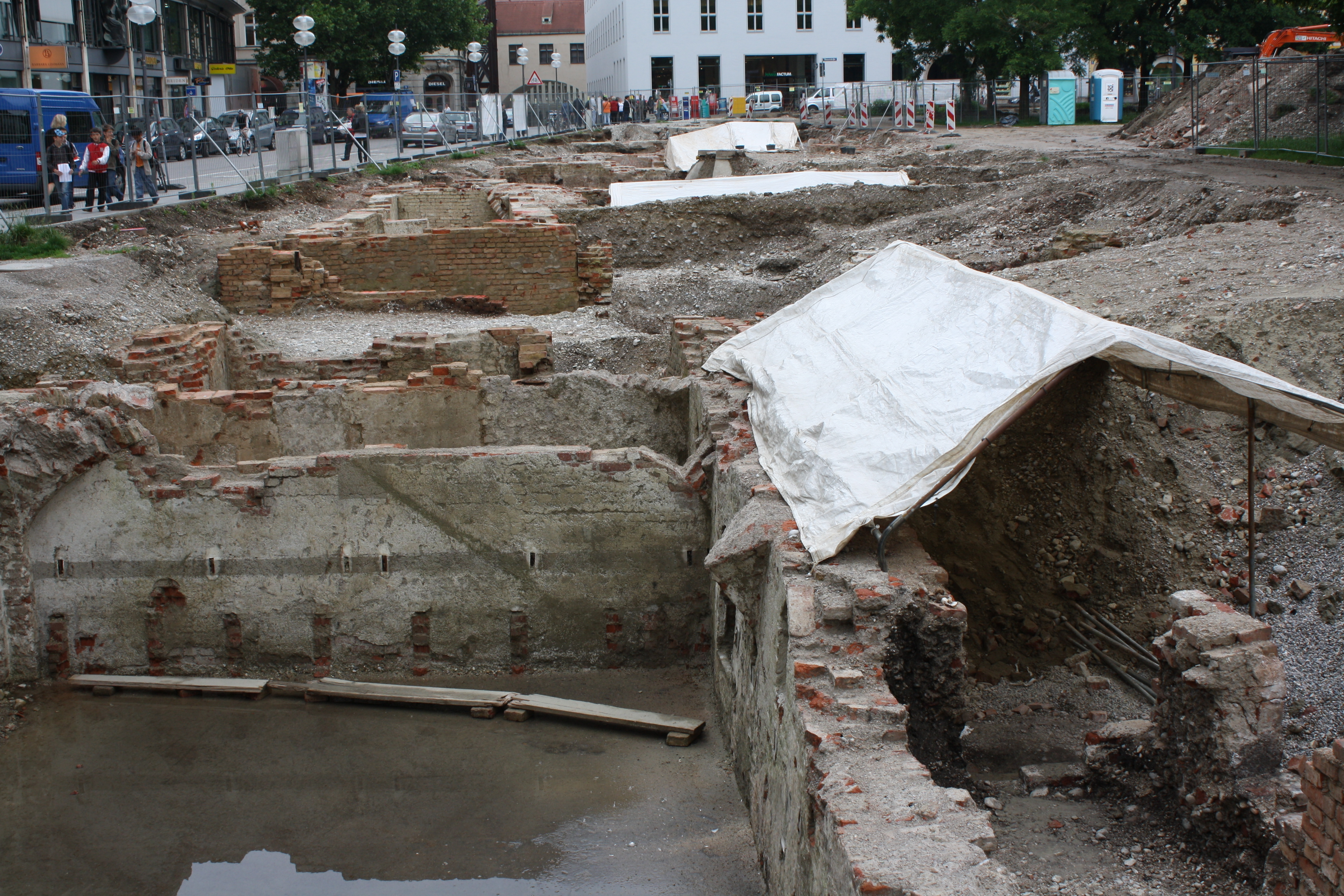
Ausgrabungen am Marienhof

### Bau der zweiten S-Bahn-Stammstrecke ab 2011

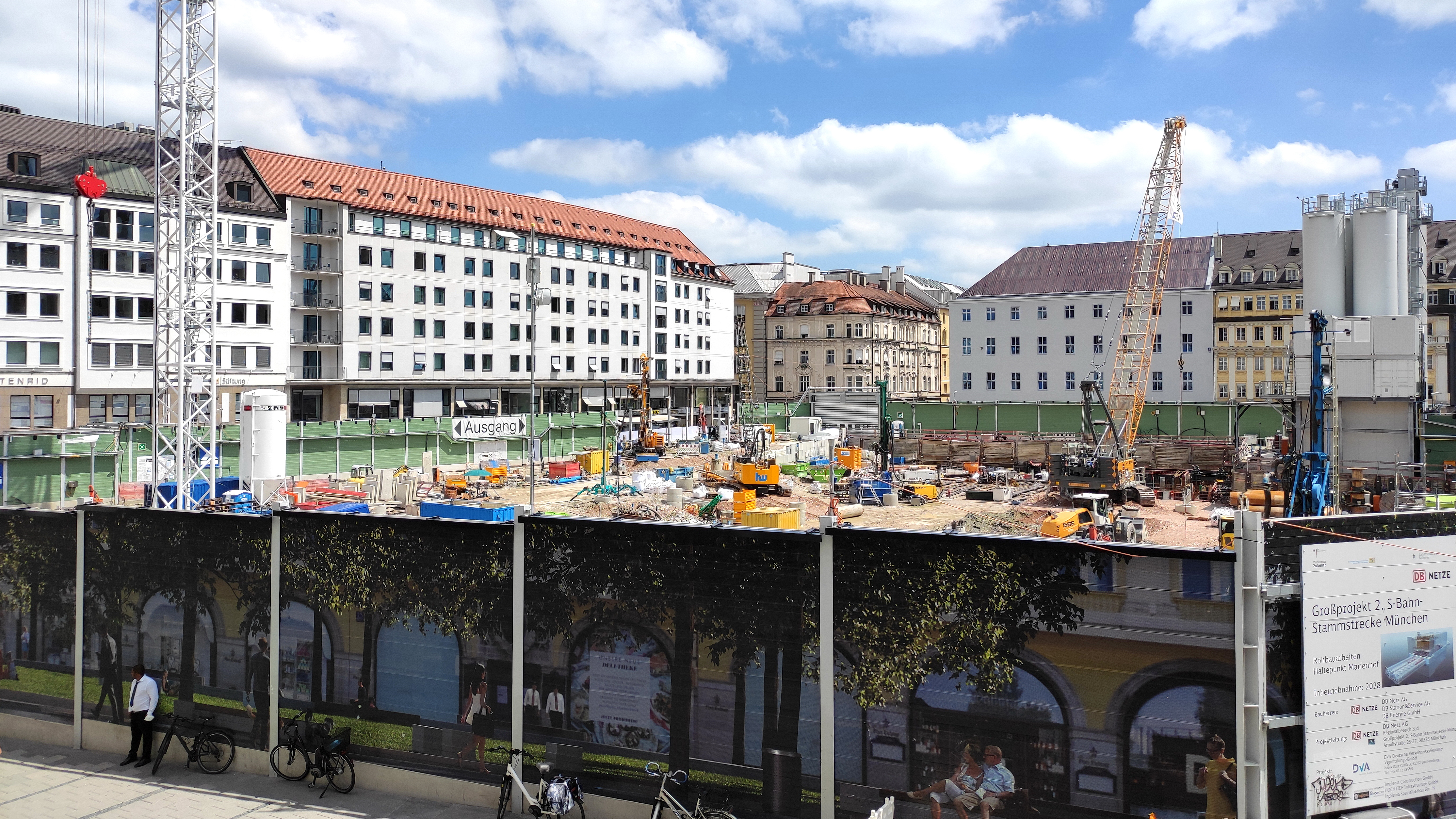
Großbaustelle Marienhof, Juni 2021

Der Baubeginn für den Tunnel der S-Bahn verzögerte sich über mehrere Jahre. Von April 2011 bis Ende 2012 wurden archäologische Grabungen durchgeführt. Der Platz wurde im Frühjahr 2013 mit Rasen belegt und war ab Juni 2013 als Erholungsfläche für die Allgemeinheit zugänglich. Am 5. April 2017 begannen mit einem zweitägigen Bürgerfest am Marienhof offiziell die Bauarbeiten zur zweiten Stammstrecke. Im Zuge weiterer archäologischen Grabungen am Marienhof im Vorfeld des Ausbaus der S-Bahn wurden Scherben von Gefäßen aus dem elften Jahrhundert gefunden, die erneut beweisen, dass die Siedlung München älter sein muss als ihre erste urkundliche Erwähnung aus dem Jahr 1158.